# Fred Oster
Alfred Carl (Fred) Oster (Den Haag, 16 juni 1936) is een Nederlands voormalig acteur, televisiepresentator, -regisseur en -producent. 

## Biografie
Oster groeide op in Oegstgeest en daarna in Rotterdam. Met succes doorliep hij de hbs en ging daarna aan de slag bij een scheepskantoor. Hij was met deze baan niet gelukkig en twijfelde of hij hiermee door zou gaan. Zowel acteur als tandarts leek hem wel wat. Toen sprak hij de toneelspeler Cees Laseur. Via zijn oom Guus kreeg hij in 1954 kleine rollen in de Haagse Comedie. Daarna ging hij naar de toneelschool in Amsterdam en studeerde daar af. In 1959 kreeg hij een rol in de film "De Veroordeelde".

## Carrière
In de jaren zeventig en tachtig was hij een bekende televisiepresentator bij de AVRO. Aanvankelijk werkte hij vooral achter de schermen onder meer bij Voor de vuist weg, Een van de acht en Een mens wil op de vrijdagavond weleens even zitten en een beetje lachen want er is al genoeg ellende op de wereld en Telebingo. Ook was hij voor de NOS regelmatig actief bij de organisatie en productie van het Nationaal Songfestival en de Nederlandse inzendingen voor het Eurovisie Songfestival. In 1976 en 1980 was hij producer bij de Songfestivals die in Den Haag werden gehouden.
Op televisie presenteerde hij het eerste Nederlandse verborgencameraprogramma Poets met onder meer Frits Bom en Cherry Duyns. Het Nationaal Songfestival 1981 presenteerde hij samen met Elles Berger.
Bekendheid kreeg hij met de presentatie van AVRO's Wie-kent-kwis (alhoewel die kwis later ook door de week werd uitgezonden en dan een andere betekenis had: Wie Kent?). De presentatie nam hij over van Peter Knegjens die na vijf afleveringen werd ontslagen wegens vermeende dronkenschap. Omdat de uitzending van 9 februari 1974 live was en er geen vervanger kon worden gevonden werd die uitzending daarom gepresenteerd door de producer Fred Oster. Oster bleef hierna de nieuwe vaste presentator. Andere programma's die hij presenteerde waren de F.O.-Show, Prijs je Rijk en in 1990 Geluk voor 2. 
Ook presenteerde hij radioprogramma's waaronder het nachtprogramma AVRO's Nachtdienst waarin luisteraars vragen konden stellen die door andere luisteraars konden worden beantwoord. 
Fred Oster publiceerde ook Het Groot Kwisboek in 1988 waarin hij vragen en raadsels bundelde.
Oster was tot zijn pensioen in vaste dienst bij de AVRO en verdiende daar naar eigen zeggen een normaal cao salaris. Toen de grote televisieshows midden jaren 1980 minder populair werden, ging Oster het land door met de caviarace, een item dat door de Wie-kent-kwis bekend was geworden bij het grote publiek en verdiende daarmee bij.

## Privé
Acteur Guus Oster is een oom van Fred Oster. Actrice en schrijfster Annemarie Oster is een volle nicht van hem. Oster leerde in 1972 Jennifer kennen met wie hij in 1973 trouwde. Ze hebben samen twee kinderen.